# Australoheros macacuensis
Australoheros macacuensis är en fiskart som beskrevs av Ottoni och Costa 2008. Australoheros macacuensis ingår i släktet Australoheros och familjen Cichlidae. Inga underarter finns listade.